# Patrick Belda
Pour les articles homonymes, voir Belda.
Patrick Belda est un danseur français né le 19 février 1942 et mort à Bruxelles le 7 février 1967 d'un accident de voiture.

## Biographie
Après de courtes études de danse, il commence à travailler avec Maurice Béjart et crée, à l'âge de 12 ans, le premier rôle du Voyage au cœur d'un enfant (1955) aux Ballets de l'Étoile.
Danseur surdoué, l'un des favoris de Béjart, dédicataire de Messe pour le temps présent, Belda crée pour le Ballet du XXe siècle la plupart des rôles principaux durant dix ans : Pulcinella (1957), Orphée (1958), Le Sacre du printemps (1959), Les Quatre Fils Aymon (1961), La Neuvième Symphonie (1964), Roméo et Juliette (1966).
Il avait commencé à chorégraphier lui-même quand il fut tué dans un accident de voiture en 1967. Il était marié à la danseuse Laura Proença.